# Łańcuch chłodniczy

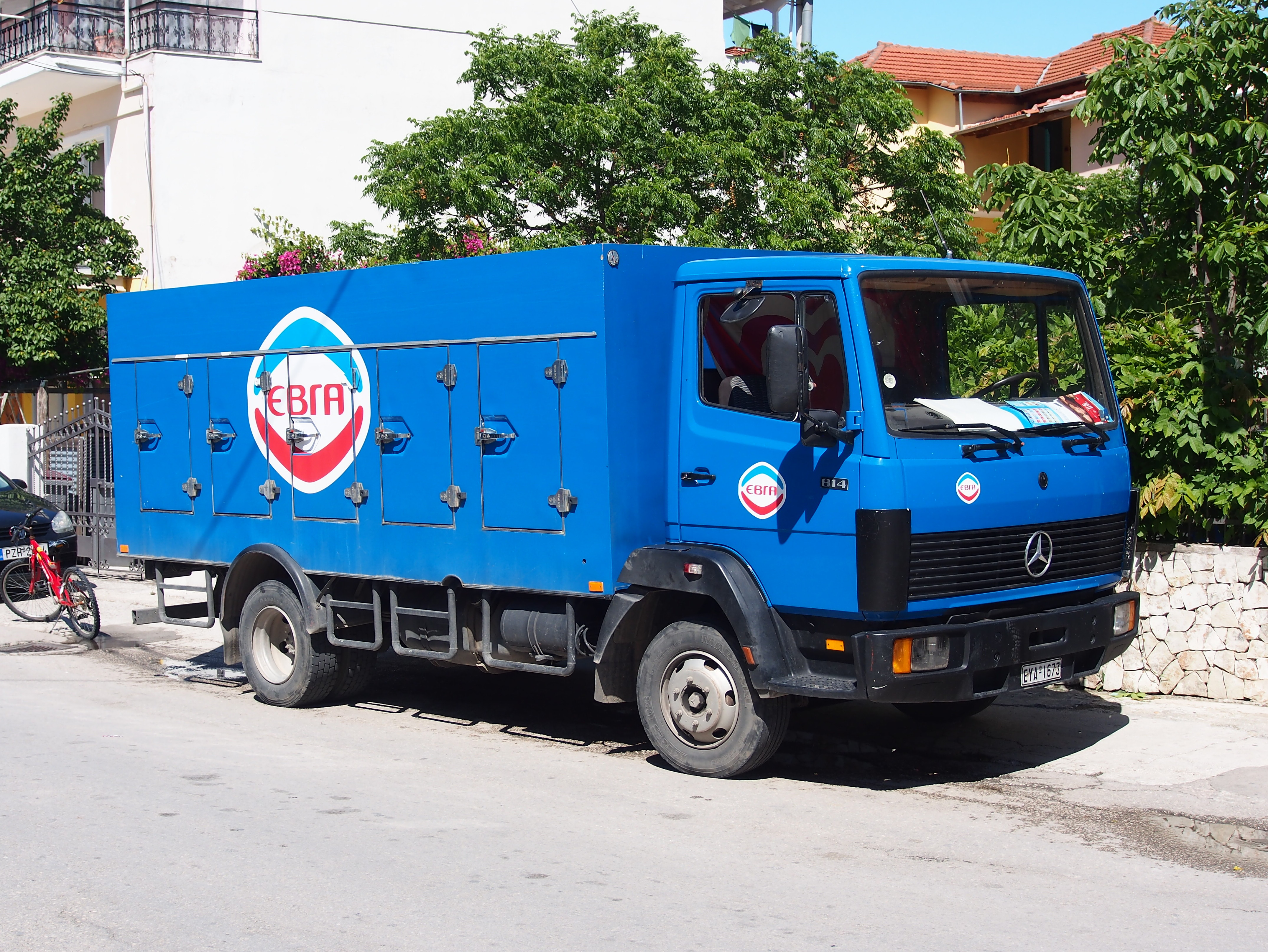
Samochód chłodnia do transportowania zamrożonych artykułów spożywczych

Łańcuch chłodniczy, ciąg chłodniczy – terminy stosowane w chłodnictwie, transporcie, ale też medycynie, określające całokształt działań, mających na celu zapewnienie ciągłości zachowania prawidłowej temperatury od chwili wytworzenia lub schłodzenia produktu, aż do momentu jego finalnego zużycia.
Zgodnie z procedurami HACCP produkty żywnościowe od momentu wytworzenia, aż po konsumpcję powinny być przechowywane i transportowane w warunkach zapewniających zachowanie odpowiedniej temperatury produktu. Zachowanie łańcucha chłodniczego ma zapewnić bezpieczeństwo bakteriologiczne produktu, ale również zapobiegać zmianom smakowo-zapachowym i konsystencji produktu.
W przemyśle spożywczym następujące akty prawne określają, jakie warunki termiczne muszą być spełnione na każdym etapie drogi producent-konsument:
- Ustawa z dnia 25 sierpnia 2006 r. o bezpieczeństwie żywności i żywienia (Dz.U. z 2023 r. poz. 1448)
- Rozporządzenie WE nr 178/2002 Parlamentu Europejskiego i Rady ustanawiające ogólne zasady i wymagania prawa żywnościowego, powołujące Europejski Urząd ds. bezpieczeństwa żywności oraz ustanawiające procedury w zakresie bezpieczeństwa żywności (Dz.Urz. WE L 31 z 01.02.2002)
- Rozporządzenie nr 852/2004 Parlamentu Europejskiego i Rady w sprawie higieny środków spożywczych (Dz. Urz. UE L 139 z 30.04.2004).

W medycynie określenie łańcucha chłodniczego pojawia się w Ustawie z dnia 5 grudnia 2008 o zapobieganiu oraz zwalczaniu zakażeń i chorób zakaźnych u ludzi. W tej ustawie pojęcia łańcucha chłodniczego odnosi się do wszystkich środków technicznych i rozwiązań organizacyjnych służących utrzymaniu oraz monitorowaniu, zgodnych z zaleceniami wytwórcy warunków przechowywania, transportu i dystrybucji produktów immunologicznych (szczepionek) w celu zachowania ich trwałości i zapobieżeniu zmniejszenia ich skuteczności.

Przeczytaj ostrzeżenie dotyczące informacji medycznych i pokrewnych zamieszczonych w Wikipedii.